# Premio Bagutta
Il Premio Bagutta è un premio letterario istituito a Milano l'11 novembre del 1926.

## Storia
Congiuntesi le stelle sotto il segno di Bagutta il giorno di San Martino, sacro ai mariti veggenti, i Baguttiani hanno fondato tra un bicchiere di chianti e uno di grappa un premio letterario che sarà assegnato per la prima volta il 14 gennaio dell'anno prossimo... Eccone lo statuto:
"Oggi giorno di San martino del 1926 i presenti al tavolo di Bagutta hanno fondato il premio Bagutta. 1) Il premio verrà assegnato il giorno 14 gennaio di ogni anno ad un'opera letteraria italiana pubblicata nell'anno precedente; 2) il premio è costituito da libere oblazioni; il premio è indivisibile e verrà assegnato dai fondatori sottoscritti, qualunque sia il numero dei presenti alla deliberazione".
Nell'ambito della trattoria toscana di Alberto Pepori in via Bagutta a Milano nacque l'idea di istituire un premio letterario.
La trattoria, scoperta dallo scrittore Riccardo Bacchelli e dal suo elzevirista e critico cinematografico Adolfo Franci, fu presto frequentata da numerosi amici che avevano preso l'abitudine di ritrovarsi per cenare insieme e per discutere di libri.
La sera dell'11 novembre 1926, la notte di San Martino, agli undici presenti (Riccardo Bacchelli, Orio Vergani, Adolfo Franci, Paolo Monelli, Gino Scarpa, Mario Vellani Marchi, Ottavio Steffenini, Luigi Bonelli, Mario Alessandrini, Antonio Veretti e Antonio Niccodemi) venne l'idea di istituire un premio letterario e di autoeleggersi come giuria.

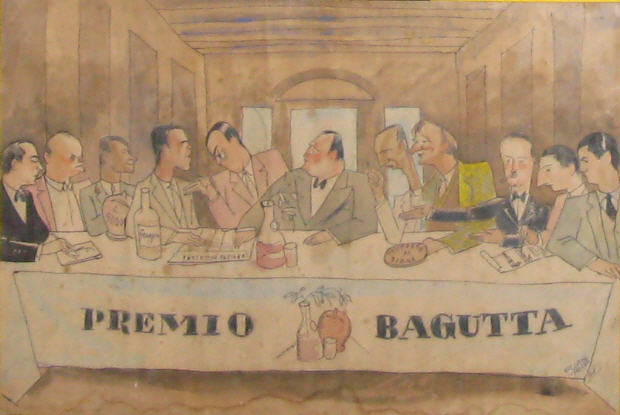
Una caricatura della cerimonia di premiazione del Premio Bagutta

Tranne Bacchelli e Monelli che aveva pubblicato da poco Le scarpe al sole, libro che aveva avuto un buon successo, gli altri sodali, che gravitavano intorno alla rivista La Fiera Letteraria, fondata e diretta da Umberto Fracchia, erano abbastanza sconosciuti. Come scrisse Monelli, essi formavano un gruppo eterogeneo del quale facevano parte "due giornalisti, due pittori, un avvocato, un commediografo, tre letterati e un dandy". Non si trattava pertanto di critici in senso stretto, ma di persone colte e con grande spirito di indipendenza.
Questo desiderio di indipendenza portò, infatti, i fondatori a chiudere, tra il 1937 e il 1946 il premio perché non subisse le pressioni del regime del quale erano sostenitori alcuni dei giurati.
L'atto di fondazione del premio, scritto su un foglio di carta da Adolfo Franci (la "carta gialla"), fu subito scritto e affisso ad una parete del locale e l'annuncio venne dato da La Fiera Letteraria:
Non mancarono, nel corso degli anni, critiche rivolte vuoi ai membri della giuria medesima, vuoi alle opere, agli argomenti o autori premiati. Se da una parte l'opinione pubblica era divisa tra favorevoli al premio, detrattori e indifferenti; dall'altra v'era un pensiero, in particolare, diffuso da parte della critica secondo cui il premio stesse "invecchiando", venendo meno quell'attività di ricerca e scoperta di giovani talenti, in luogo d'un placido ossequio verso autori già noti o attestati.
Nel novembre del 1976, Riccardo Bacchelli ha rassegnato le dimissioni da presidente del premio, pertanto fu eletto Giansiro Ferrata a ricoprire la carica quale suo successore e Guido Vergani suo vice. Il premio è stato diretto in seguito da varie personalità, fra le quali Emilio Tadini e Mario Soldati. Dal 2005 la presidente del premio è la scrittrice Isabella Bossi Fedrigotti, segretario Andrea Kerbaker, nella giuria, fra gli altri, siedono Orio Vergani, Eva Cantarella, la giornalista Valeria Vantaggi e la scrittrice Silvia Ballestra. 

## Vincitori del Premio Bagutta per la narrativa, saggistica e poesia
1927
- Giovanni Battista Angioletti, Il giorno del giudizio[12][13] (Ribet)

1928
- Giovanni Comisso, Gente di mare[14][15] (Treves)

1929
- Vincenzo Cardarelli, Il sole a picco[16][17] (L'Italiano Editore)

1930
- Gino Rocca, Gli ultimi furono i primi[18][19] (Treves)

1931
- Giovanni Titta Rosa, Il varco nel muro[20][21] (Carabba)

1932
- Leonida Répaci, Storia dei fratelli Rupe[22][23] (Ceschina)

1933
- Raul Radice, Vita comica di Corinna[24] (Ceschina)

1934
- Carlo Emilio Gadda, Il castello di Udine[25] (Solaria)

1935
- Enrico Sacchetti, Vita d'artista[26][27] (Treves)

1936
- Silvio Negro, Vaticano minore[28] (Hoepli)

1937-1946
- Premio non assegnato[29]

1947
- Dario Ortolani, Il sole bianco[30][31] (Garzanti)

1948
- Pier Antonio Quarantotti Gambini, L'onda dell'incrociatore[32][33] (Einaudi)

1949
- Giulio Confalonieri, Prigionia di un artista o Vita di Cherubini[34][35][36][37] (Genio)
- Gualtieri di San Lazzaro, Parigi era viva (secondo classificato)[34][35][38] (Garzanti)

1950
- Vitaliano Brancati, Il bell'Antonio[3][39][40] (Bompiani)

1951
- Indro Montanelli, Pantheon minore[2][4][41] (Longanesi)

1952
- Francesco Serantini, L'osteria del gatto parlante[42][43][44] (Garzanti)

1953
- Leonardo Borgese, Primo amore[45] (Garzanti)

1954
- Giuseppe Marotta, Coraggio, guardiamo[46][47] (Bompiani)

1955
- Alfonso Gatto, La forza degli occhi[48][49] (Mondadori)

1956
- Giuseppe Lanza, Rosso sul lago[48][49] (Cappelli)

1957
- Pier Angelo Soldini, Sole e bandiere[50][51] (Ceschina)

1958
- Lorenzo Montano, A passo d'uomo[52][53] (Rebellato)

1959
- Italo Calvino, Racconti[54][55] (Einaudi)

1960
- Enrico Emanuelli, Uno di New York[56][57][58] (Mondadori) (ex aequo)
- Antonio Barolini, Elegie di Croton[56][57][58] (Feltrinelli) (ex aequo)

1961
- Giorgio Vigolo, Le notti romane[59][60] (Bompiani)

1962
- Giuseppe Dessì, Il disertore[61][62] (Feltrinelli)

1963
- Ottiero Ottieri, La linea gotica[63][64] (Bompiani)

1964
- Tommaso Landolfi, Rien va[65][66][67] (Vallecchi)

1965
- Biagio Marin, Il non tempo del mare[68][69][70][71] (Vanni Scheiwiller)

1966
- Manlio Cancogni, La linea del Tomori[72] (Mondadori)

1967
- Damiano Malabaila (Primo Levi)[73][74], Storie naturali[74][75][76] (Einaudi)

1968
- Piero Chiara, Il balordo[77][78][79][80][81][82] (Mondadori)

1969
- Niccolò Tucci, Gli atlantici[83][84] (Garzanti)

1970
- Alberto Vigevani, L'invenzione[85][86][87] (Vallecchi)

1971
- Piero Gadda Conti, La paura[88] (Ceschina)

1972
- Anna Banti, Je vous écris d'un pays lointain[89][90][91] (Mondadori)

1973
- Sergio Solmi, Meditazioni sullo scorpione[92][93][94] (Adelphi)

1974
- Gianni Celati, Le avventure di Guizzardi[95] (Einaudi)

1975
- Enzo Forcella, Celebrazione di un trentennio[96][97] (Mondadori)

1976
- Mario Soldati, Lo specchio inclinato[98][99] (Mondadori)

1977
- Sandro Penna, Stranezze[100][101] (Garzanti)

1978
- Carlo Cassola, L'uomo e il cane[102][103][104] (Rizzoli)

1979
- Mario Rigoni Stern, Storia di Tönle[105][106] (Einaudi)

1980
- Giovanni Macchia, L'angelo della notte[107] (Rizzoli)

1981
- Pietro Citati, Vita breve di Katherine Mansfield[108][109] (Rizzoli)

1982
- Vittorio Sereni, Il musicante di Saint-Merry[110] (Einaudi)

1983
- Giorgio Bassani, In rima e senza[111] (Mondadori)

1984
- Natalia Ginzburg, La famiglia Manzoni[112] (Einaudi)

1985
- Francesca Duranti, La casa sul lago della luna[113] (Rizzoli)

1986
- Leonardo Sciascia, Cronachette[114] (Sellerio editore)

1987
- Claudio Magris, Danubio[115][116] (Garzanti)

1988
- Luciano Erba, Il tranviere metafisico[117] (Scheiwiller)

1989
- Luigi Meneghello, Bau-sète![118][119] (Rizzoli)

1990
- Fleur Jaeggy, I beati anni del castigo[120][121] (Adelphi)

1991
- Livio Garzanti, La fiera navigante[122] (Garzanti)

1992
- Giorgio Bocca, Il provinciale[123] (Mondadori)

1993
- Giovanni Giudici, Poesie 1953-1990[124][125] (Garzanti)

1994
- Alberto Arbasino, Fratelli d'Italia[126][127] (Adelphi)

1995
- Daniele Del Giudice, Staccando l'ombra da terra[128] (Einaudi)

1996
- Raffaello Baldini, Ad nota[129] (Mondadori)

1997
- Sergio Ferrero, Gli occhi del padre[130] (Mondadori)

1998
- Giovanni Raboni, Tutte le poesie (1951-1993)[131][132] (Garzanti)

1999
- Fabio Carpi, Patchwork[133] (Bollati Boringhieri)

2000
- Andrea Zanzotto, Le poesie e prose scelte[134] (Mondadori)

2001
- Serena Vitale, La casa di ghiaccio. Venti piccole storie russe[135] (Mondadori)

2002
- Roberto Calasso, La letteratura e gli dei[136] (Adelphi)
- Giorgio Orelli, Il collo dell'anitra[136] (Garzanti)

2003
- Edoardo Sanguineti, Il gatto lupesco[137][138] (Feltrinelli)
- Eva Cantarella, Itaca[137][138] (Feltrinelli)
- Michele Mari, Tutto il ferro della Torre Eiffel[137][138] (Einaudi)

2004
- Franco Cordero, Le strane regole del sig. B[139] (Garzanti)

2005
- Rosetta Loy, Nero è l'albero dei ricordi, azzurra l'aria[140] (Einaudi)

2006
- Eugenio Borgna, L'attesa e la speranza[141][142] (Feltrinelli)
- Filippo Tuena, Le variazioni Reinach[141][142] (Rizzoli)

2007
- Alessandro Spina, I confini dell'ombra[143] (Morcelliana)

2008
- Andrej Longo, Dieci[144] (Adelphi)

2009
- Melania Mazzucco, La lunga attesa dell'angelo[145] (Rizzoli)

2010
- Corrado Stajano, La città degli untori[146] (Garzanti)

2011
- Andrea Bajani, Ogni promessa[147] (Einaudi)

2012
- Gianfranco Calligarich, Privati abissi[148] (Fazi) (ex aequo)
- Giovanni Mariotti, Il bene viene dai morti[148][149][150] (Et al.) (ex aequo)

2013
- Antonella Tarpino, Spaesati. Luoghi dell'Italia in abbandono tra memoria e futuro[151] (Einaudi)

2014
- Maurizio Cucchi, Malaspina[152] (Mondadori) (ex aequo)
- Valerio Magrelli, Geologia di un padre[152] (Einaudi) (ex aequo)

2015
- Sandro Veronesi, Terre rare[153][154] (Bompiani)

2016
- Paolo Di Stefano, Ogni altra vita. Storia di italiani non illustri[155] (Il Saggiatore) (ex aequo)
- Paolo Maurensig, Teoria delle ombre[155] (Adelphi) (ex aequo)

2017
- Vivian Lamarque, Madre d'inverno[11] (Mondadori)

2018
- Helena Janeczek, La ragazza con la Leica[156] (Guanda)

2019
- Marco Balzano, Resto qui[10][157] (Einaudi)

2020
- Enrico Deaglio, La bomba[9][158] (Feltrinelli)

2021
- Giorgio Fontana, Prima di noi[159] (Sellerio)

2022
- Benedetta Craveri, La contessa[160][161] (Adelphi)

2023
- Marco Missiroli, Avere tutto[162][163] (Einaudi)

2024
- Gianni Biondillo, Quello che noi non siamo[164] (Guanda)

2025
- Vittorio Lingiardi, Corpo, umano[165] (Einaudi)

## Vincitori del Premio Bagutta Sezione Opera Prima
1948
- Enrico Lupinacci, Casalis[50][166] (Garzanti)

1949
- Guido Lopez, Il campo[34][35] (Mondadori) (ex aequo)
- Francesco Serantini, Il fucile di Papa della Genga[34][35] (Garzanti) (ex aequo)

1950
- Laudomia Bonanni, Il fosso[39][40] (Mondadori)

1951
- Elio Bartolini, Icaro e Petronio[2][4][41] (Mondadori) (ex aequo)
- Giuseppe Grieco, Poesie napoletane[2][4][41] (Edizioni Fiumara) (ex aequo)

1952
- Bruno Corti, Solitudine al Congo e I mesi del sorgo[42] (Edizioni La Voce) (ex aequo)
- Giorgio Soavi, Le spalle coperte[42] (Neri Pozza) (ex aequo)

1953
- Giuseppe Longo, I giorni di prima[45] (Cappelli)

1954
- Antonio Terzi, La sedia scomoda[46] (Einaudi)

1954
- Marcella Olschki, Terza liceo 1939[48][49] (Avanti!)

1955
- Max David, Volapiè[48][49] (Editrice Libraria Italiana)

1957
- Enrico La Stella, L'amore giovane[50][51] (Mondadori)

1958
- Bruno Forti, Il gatto rosso[52][53] (Cappelli)
- Corrado Pizzinelli, La rete d'acqua[52][53][167] (Ceschina)

1959
- Giuliano Gramigna, Un destino inutile[54][55] (Ceschina)

1960
- Mario Bonfantini, Un salto nel buio[56][57][58] (Feltrinelli)

1961
- Premio non assegnato[60][168]

1962
- Angela Bianchini, Lungo equinozio[168][169][170] (Lerici)
- Gigi Supino, La vera storia di Galatea[168] (Ceschina)

1987
- Franca Grisoni, La böba[115][116] (San Marco dei Giustiniani)

1988
- Giampaolo Rugarli, Superlativo assoluto[117][171] (Garzanti)

1991
- Bruno Arpaia, I forastieri[122] (Leonardo)

1992
- Filippo Tuena, Lo sguardo della paura[123] (Leonardo)

1993
- Antonio Franchini, Camerati. Quattro novelle su come diventare grandi[124] (Leonardo)

1994
- Laura Bosio, I dimenticati[126][127] (Feltrinelli)

1995
- Piero Meldini, L'avvocata delle vertigini[128] (Adelphi)

1996
- Carola Susani, Il libro di Teresa[172] (Giunti)
- Alessandro Gennari, Le ragioni del sangue (Garzanti)

1997
- Antonio Riccardi, Il profitto domestico[130] (Mondadori)
- Patrizia Veroli, Millos[130] (LIM)

1998
- Helena Janeczek, Lezioni di tenebra (Fazi)
- Andrea Kerbaker, Fotogrammi (Scheiwiller)

1999
- Tommaso Giartosio, Doppio Ritratto[173] (Fazi)
- Rosa Matteucci, Lourdes[174] (Adelphi)

2000
- Mariano Bargellini, Mus utopicus (Gallino)
- Giovanni Chiara, L'agghiaccio (Marsilio)

2001
- Luigi Guarnieri, L'atlante criminale. Vita scriteriata di Cesare Lombroso[135] (Mondadori) (ex aequo)
- Silvia Di Natale, Kuraj[135] (Feltrinelli) (ex aequo)

2002
- Paolo Maccari, Ospiti[136] (Manni)

2003
- Giuseppe Curonici, L'interruzione del Parsifal dopo il primo atto[137][138] (Interlinea)

2004
- Wanda Marasco, L'arciere d'infanzia[139] (Manni)

2005
- Sandro Lombardi, Gli anni felici. Realtà e memoria nel lavoro dell'attore[140] (Garzanti)

2006
- Ascanio Celestini, Storie di uno scemo di guerra[141][142] (Einaudi)

2007
- Pierluigi Cappello, Assetto di volo[143] (Crocetti)

2008
- Elena Varvello, L'economia delle cose[144] (Fandango)

2009
- Guido Rampoldi, La mendicante azzurra[145] (Feltrinelli)

2010
- Filippo Bologna, Come ho perso la guerra[146] (Fandango)

2011
- Alessio Torino, Undici decimi (Italic Pequod) (ex aequo)
- Daria Colombo, Meglio dirselo (Rizzoli) (ex aequo)

2012
- Marco Truzzi, Non ci sono pesci nelle pozzanghere[148] (Instar di Torino)

2013
- Laura Fidaleo, Dammi un posto tra gli agnelli[151][175] (Nottetempo)

2014
- Fabrizio Pasanisi, Bert e il mago[152] (Nutrimenti)

2015
- Enrico Regazzoni, Una parete sottile[153][154] (Neri Pozza)

2016
- Nadia Terranova, Gli anni al contrario[155] (Einaudi)

2017
- Giulia Caminito, La grande A[11] (Giunti)

2018
- Roberto Venturini, Tutte le ragazze con una certa cultura hanno almeno un poster di un quadro di Schiele appeso in camera[156] (SEM)

2019
- Marco Amerighi, Le nostre ore contate[10][157] (Mondadori)

2020
- Jonathan Bazzi, Febbre[9][158] (Fandango)

2021
- Alessandro Valenti, Ho provato a morire e non ci sono riuscito[176] (Blu Atlantide)

2022
- Bernardo Zannoni, I miei stupidi intenti[160] (Sellerio)

2023
- Andrea De Spirt, Ogni creatura è un'isola[162] (Il Saggiatore)

2024
- Giulia Scomazzon, La paura ferisce come un coltello arrugginito[177] (Nottetempo)

2025
- Marta Lamalfa, L'isola dove volano le femmine[178] (Neri Pozza)

## Altri premi
Accanto ai premi più noti nel corso degli anni sono stati istituiti molteplici altri riconoscimenti "non inutili", come scrisse Giuseppe Ravegnani nel 1957.
 Premio Bagutta Agnesi 
1949
- Giuseppe Marotta[34][35]
- Marino Moretti[34][35]

1951
- Dino Falconi[2][4][41] ex aequo
- Alberto Mario Zuccari[2][4][41] ex aequo

1956
- Cesco Tomaselli[49]

1957
- Mario Stefanile[51]

1959
- Emilio Pozzi[54][55]
- Rodolfo De Angelis[54][55]

1960
- Mario Casalbore[58]

 Premio Bagutta d'argento 
1960
- Bonaventura Tecchi, Gli egoisti[58] (Bompiani)

 Premio Bagutta Fracchia 
1959
- Oliviero Honoré Bianchi, Notte del diavolo[54][55][179][180][181] (Mondadori)

 Premio Bagutta Gillette 
1961
- Michele Serra, Un secolo con barba e baffi[182] (Corriere dalla Sera) primo premio
- Dino Falconi, Una disputa tra Ruggeri e Falconi pro e contro il rasoio di sicurezza[182] (Stampa Sera) secondo premio facoltativo

 Premio Bagutta Marco Polo 
Il "Bagutta Marco Polo" è stato istituito come un ulteriore premio da assegnarsi a un "giornalista viaggiante".
1954
- Maner Lualdi[46]

 Premio Bagutta Spotorno 
 Premio Bagutta Tre Signore 
1959
- Grazia Livi, Gli scapoli di Londra[54][55][183] (Sansoni)

1960
- Giovanna Zangrandi, Il campo rosso[58] (Ceschina)

 Premio Bagutta Tripoli 
1939
- Luigi Barzini junior, Evasione in Mongolia[184] (Mondadori) (ex aequo)
- Renzo Martinelli, Laggiù[184] (Vallecchi) (ex aequo)

 Premio Bagutta Vent'anni dopo 
1957
- Antonio Delfini, Il ricordo della Basca[50][51][185][186][187] (Nistri-Lischi)

1959
- Romano Bilenchi, Racconti[54][55] (Vallecchi)

 Premio Bagutta del venticinquennale 
Si tratta di un secondo premio, assegnato solamente ogni venticinque anni.
1953
- Ercole Patti, Il punto debole[45] (Casini)

 Premio Bagutta Vergani 
Il premio ha avuto sei edizioni, ad anni alterni, dal 1961 al 1971. Le opere che ottennero il riconoscimento furono donate alla Permanente, laddove sono esposte.
1963
- Enzo Morelli, Paesaggio bolognese[189][190][191] (pittura)
- Floriano Bodini, Wanda[189][190][191] (scultura)
- Giovanni Barbisan, Paesaggio[189][190][191] (bianco e nero) ex aequo
- Dolores Sella, Ricordo di primavera[189][190][191] (bianco e nero) ex aequo

 Premio Donna Bagutta Gi. Vi. Emme 
Il Premio Donna è stato «istituito per dare ogni anno un riconoscimento alle donne che portano un singolare contributo nel campo delle arti, delle scienze, della vita civile».
1951
- Camilla Cederna[2][4][41]

 Premio Due Cicogne 
 Premio Ines Fila 
 Premio Vita di reporter 
1949
- Cesare Boccaletti[34][35]